# Gros plan
Pour les articles homonymes, voir Gros plan (homonymie) et Plan.
Pour un article plus général, voir Plan (cinéma).

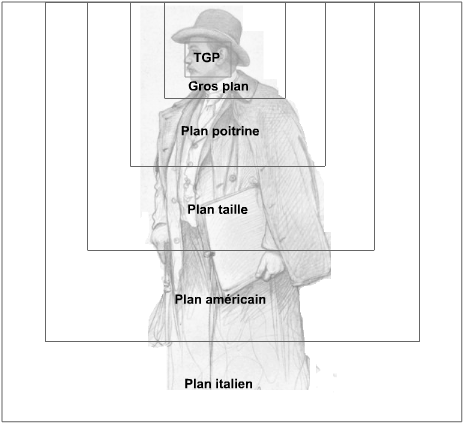
Le gros plan, représenté par rapport aux autres plans.

Au cinéma comme en photographie, un gros plan (parfois appelé close-up, terme anglais) est un cadrage qui isole une partie du corps humain (visage, main, pied, etc.) ou un objet (aux dimensions plus ou moins grandes). 
C'est un cadrage intime, à la valeur esthétisante maximale, qui dévoile les qualités ou les défauts physiques. 
Mais ce cadrage peut avoir aussi des vertus dynamiques dans une scène d'action, en soulignant un détail dramatique (par exemple une main s'empare d'une arme).

## Histoire
Cette valeur de cadre était déjà dans les traditions des arts graphiques sous le terme « détail », ou « portrait », et le cinéma, marqué par ces traditions venues des jouets optiques, ne l'a pas adoptée immédiatement, l'effet sur grand écran se révélant indécent ou grotesque pour le public. 

### Le premier gros plan
Il apparaît dans une utilisation très spéciale, durant la période du précinéma. Il s'agit de la chronophotographie (photographies prises en rafale) au service de l'éducation des sourds-muets par la Station physiologique du chercheur scientifique Étienne-Jules Marey. À l'aide d'un phonographe couplé à l'appareil de chronophotographie, Georges Demenÿ, l'assistant de Marey, se prend en  gros plan et même en très gros plan, prononçant « Vive la France ! » et « Je vous aime ! » afin de montrer aux personnes atteintes de surdité le mouvement des lèvres et du larynx.

### Le premier montage
C'est sur le registre de l'indécence et du grotesque que le réalisateur anglais George Albert Smith, principal créateur de ce que l'historien du cinéma Georges Sadoul a nommé l'École de Brighton, utilise pour la première fois le gros plan (qu'il appelle « a magnificent view », « une vue agrandie ») dans Ce qu'on voit dans un télescope en 1900, suivi de La Loupe de grand-maman. Il découvre que l'on peut introduire dans un plan large des plans de détail qui expliquent l'action. « Cette alternance du gros plan et des plans généraux dans une même scène est le principe du découpage. Par là, Smith crée le premier véritable montage. » Dans Ce qu'on voit dans un télescope, un voyeur épie une cycliste dont un jeune homme caresse le mollet sous prétexte de lui poser confortablement le pied sur la pédale. Ce gros plan du mollet et de la main qui s'égare est une grande première dans le langage filmique. Dans La Loupe de grand-maman, c'est le gros plan de l'œil de son aïeule — et même le très gros plan — qu'observe à la loupe un jeune garçon. Le gros plan comique montre l'œil de la grand-mère, qui roule en tous sens.